# Hvede
Slægten Hvede (Triticum) er oprindeligt hjemmehørende i Middelhavslandene og Mellemøsten. Slægten har ca. 20 vildtvoksende og dyrkede arter. Ofte bliver den slået sammen med den nærtstående slægt, Gedeøje (Aegilops), der også har omkring 20 arter i de samme egne.
Ordet ”hvede” kommer af triticum = ”hvid”. Ordet hvede er også ét af de ældste ord, som benævner korn. Det er desuden det begreb, som betegner en hel guppe af brødkorntyper, både dyrkede og vilde, som hører til slægten Triticum. Det er énårige planter af Græs-familien, som bliver dyrket over hele verden. Udtrykket hvede betegner såvel planten som dens spiselige frø.
Hvede er sammen med majs og ris én af de mest dyrkede korntyper i verden og den som mest almindeligt er blevet spist af mennesker i den vestlige civilisation siden oldtiden. Hvedefrøene bliver brugt til at fremstille hvedemel, fuldkornshvedemel, hvedegryn, øl og mange forskellige andre næringsmidler.
Hvede er en af Danmarks allerførste kulturplanter. Den dukkede op for omkring 7.000 år siden. Ifølge denne undersøgelse varierer aminosyrekvaliteten ikke væsentlig mellem de forskellige hvedearter.
| Beskrevne arter |

Hvede inddeles i tre grupper alt efter kromosomtal:
Enkorn-gruppen har 14 kromosomer (diploide).
- Enkorn (Triticum monococcum)

Emmer-gruppen har 28 kromosomer (tetraploide).
- Durum-Hvede (Triticum durum)
- Engelsk Hvede (Triticum turgidum)
- Emmer (Triticum dicoccon)

Spelt-gruppen har 42 kromosomer (hexaploide)
- Brød-Hvede (Triticum aestivum)
- Spelt (Triticum spelta)

## Historie
Hvede som kornsort har sin oprindelse i den frugtbare halvmåne. De ældste arkæologiske vidnesbyrd om dyrkning af hvede, stammer dermed fra Syrien, Jordan, Tyrkiet og Iraq. For omtrent 10.000 år siden opstod der en mutation eller en hybrid blandt de vildtvksende hvedearter, der skabte en plante med større frø, som den ikke tabte ved vindens bevægelse. Man har forkullede rester af primitiv hvede, emmer (Triticum dicoccoides) og spor efter korn i lerkar, der er fundet brændt en Jarmo (det nordlige Iraq), som er dateret til år 6.700 f.Kr.
Under dyrkning giver hveden mere mad, målt i forhold til menneskenes anstrengelser, og man kunne ikke have overlevet på nogen anden måde under de daværende forhold. Denne levevis fremkaldte en sand fødevarerevolution i den ”frugtbare halvmåne”. På samme tid foregik tæmningen af fåret og geden, der er arter, som levede vildt i området. Tilsammen skabte det grundlaget for en forøgelse af befolkningstallet og dermed for dannelsen af komplekse, menneskelige samfund, hvilket kan ses af skrivekunstens opfindelse – konkret i form af kileskrift – der foregik hos sumererne. Dermed sluttede forhistorien, og historien tog sin begyndelse.
Det begyndende jordbrug og husdyrhold skabte en vedvarende omhu, som på sin side lagde grunden til en skærpet bevidsthed om tid og årstidernes skiften, fordi disse små samfund blev nødt til at skaffe sig forråd til dårlige tider. Det gav dem lang tids erfaring om hvedens værdi som næringsmiddel.
Den dyrkede hvede blev indført hos den ægyptiske civilisation, da man begyndte at dyrke den i Nildalen under de første dynastier, og derfra spredtes kendskabet til grækerne og romerne. I den græske mytologi var Demeter gudinde for brød og jordbrug, og hendes navn betyder ”frue”. I den romerske version blev det til Ceres og deraf kommer udtrykket cerealier om kornprodukter.
I romertiden sikrede regeringen livsgrundlaget for indbyggere uden indkomster ved at skaffe hvede til en lav pris og ved at regulere formalingen af korn og fremstillingen af brød, hvad der svarede til en offentlig rationering. Formaling og brødfremstilling var statslige arbejder, sådan at man havde fælles mølleerier i det gamle Rom – ovne med en høj produktionskapacitet.
Spisning af hvede og brød i det romerske imperium fik stor betydning, og det bekræftes af Bibelen, hvor de mest præcise oversættelser gør det muligt at optælle 40 steder, hvor ordet ”hvede” bliver nævnt, mens der er 264 omtaler af ”brød” og 17, der handler om ”mad”. Det skal dog tages i betragtning, at de sidstnævnte kan dreje sig om både hvede- og bygbrød (som var almindelige i denne periode), og at de bibelske tekster ofte bruger den bredeste opfattelse af begreberne, når der er tale om livsnødvendigheder. I lignelsen om sædemanden omtales frøenes urenhed, opblandingen af hveden (det gode) med Rajgræs (det onde).
Indtil det 17. århundrede foregik der ikke nogen forbedringer i dyrkningsmetoder eller forarbejdning af hvede. I næsten hele Europa dyrkede man hvede, mens nogle egne foretrak at dyrke Rug og Byg (særligt i Nordeuropa). Indførelsen af vindmøllen gav adgang til en ny energikilde, men derudover var der ingen ændringer i de anvendte arbejdsmetoder.
Ved afslutningen af det 18. århundrede fik man nogle mekaniske processer i formalingen af kornet, som f.eks. forken, løfteanordninger og moderne metoder til kraftoverførelse, som øgede produktionen af mel.
I løbet af det 19. århundrede fik man dampdrevne møller med møllehjul eller valser af jern, som førte til et radikalt skift i formalingsprocessen. Hvededyrkningen blev forøget i takt dermed og også som følge af mange andre teknologiske opfindelser, som gjorde det muligt at forbedre plantens ydelse og sprede dyrkningen til andre egne af kloden som f.eks. Nordamerika og Oceanien.
Den største medproducent var i mange år Sovjetunionen, som fremstillede mere end 100 millioner tons p. år. For tiden er det Kina, der er den største producent med ca. 96 millioner tons (16%), fulgt af Indien (12%) og USA (9%).

## Plantebeskrivelse
Hvede vokser i miljøer, som kan beskrives ved følgende karakeristika:
- Klima: temperaturer på mindst 3 °C og højst 30 til 33 °C, mens den bedste temperatur ligger mellem 10 og 25deg;C.[6]
- Fugtighed: Arterne kræver en relativ fugtighed mellem 40 og 70%. I tidsrummet mellem fremspiring og høst er arterne mest krævende, for da foretrækker de en relativ fugtighed mellem 50 og 60% samt et tørt klima for at kunne modnes rigtigt.
- Vand: Arterne har lave krav til vand, og de kan vokse i områder, hvor nedbøren er mellem 25 og 2800 mm pr. år. Den optimale mængde ligger på 400-500 mm/år.
- Jordbund: De bedste jorde til hvedearterne bør være porøse, dybmuldede, rige på næringsstoffer og fri for oversvømmelser. De bør desuden have et pH mellem 6,0 og 7,5, for meget sure jorde gør det vanskeligt at skabe tilstrækkelig vækst.[6]

Udlæg i sædskifte med hvede er meget gavnlig for jordbunden, for hvede har det som de fleste kornarter at rodnettet danner rodfilt, og på den måde bidrager udlægget til en forbedring af jordstrukturen, et bedre luftskifte, en større gennemtrængelighed og en bedre evne til at fastholde vand.

### Morfologi
Hvedens forskellige dele kan beskrives som følger:

#### Rodnet
Hvede har trævlerod som de fleste græsarter. Den danner ingen hovedrod, men et antal større rødder fra frøet ved spiring og senere flere der udgår fra plantens basis. Disse rødder forgrener sig og danner en høj rodtæthed i de øverste 25 cm af jorden, men de danner også en betydelig rodæthed dybere i jorden. Hvedetyper der sås om foråret, vårhvede, kan typisk nå roddybder på omkring 1 meter, mens vinterhvede der sås i efteråret har en længere vækstsæson og kan nå ca. 2 meters roddybde.

#### Skud
Hvedeskud er hule rør med omkring 6 led (afstanden mellem stråenes ”knæ”), som bliver længere op mod toppen. Ved hvert led anlægges et blad. Hveden danner et hovedskud ved spiring, hvorefter der dannes et antal sideskud ved plantens basis. Skuddannelsen ophører når planten skifter vækstfase og begynder at anlægge aks. Kun en del af de dannede skud danner aks, ofte 1-5 skud per plante, mens en del af de skud der er dannet dør. Hvedeskud med aks når en længde på 50 til 200 cm, de moderne hvedesorter når ofte 75 til 100 cm højde, mens mange gamle sorter blev langt højere.

#### Blade
Bladene hos hvedarterne er linjeformede til smalt lancetformede, flade, helrandede og med tydelig spids. Græsarternes karakteristiske træk: skede, skedehinde og akselblade er tydelige.

#### Blomstring
Blomsterstanden er et aks, der er sammensat af 20-30 småaks, som er hver danner 3 kerner. Hvede er selvbestøvende, så den enkelte blomst bestøves af sit eget pollen. Selv blomstringen sker ofte uden at blomsten åbner sig, hvilket bl.a. har den fordel at risikoen for overførsel af sygdomme under blomstringen reduceres. Dette har betydning i forhold til alvorlige sygdomme som meldrøjer, som kan være et alvorligt problem i rug fordi blomstringen i rug er åben.>

#### Frø
Frøene er ovale med afrundede ender. Kimen sidder i den ene ende af frøet. Resten af frøet (endospermen) er oplagsnæring for kimen, og den udgør 82% af frøets vægt. På forsiden af frøet findes en fure, og ved enden af den er der et område med kraftig mørkfarvning. Perikarpen danner sammen med frøkappen hvedefrøets skal (avne). Hvedefrø indeholder et protein, som kaldes gluten. Dette stof bidrager til at give melet en høj bageevne, som er eftertragtet, når man skal bage brød af melet.

### Arveanlæg
Hvedearternes arvelige forhold er mere indviklede end hovedparten af de andre dyrkede plantearter. De dyrkede hvedearter er dels meget gamle krydsninger og dels kromosomfordoblede varianter af oprindelige arter. Både durumhvede (”hård hvede” og Triticum turgidum er opstået som tetraploide krydsninger mellem to vilde arter, Triticum urartu og en formodet uddød Triticum sitopsis. Brødhvede (Triticum aestivum) er udviklet som en hexaploid art for ca. 2.000 år siden på grundlag af en spontan krydsning mellem Triticum turgidum og Aegilops spetoides.
- Den primitive, dyrkede Enkorn (Triticum monococcum) er diploid (2n = 2 x 7 = 14 kromosomer).[8]

- De tetraploide hvedetyper, f.eks. durumhvede, nedstammer fra Emmer (Triticum dicoccoides) og har 4 x 7 = 28 kromosomer. Den er på sin side resultatet af en krydsning mellem to vildarter: Triticum urartu og en art af græsarten Gedeøje, enten Aegilops searsii eller Aegilops speltoides. Krydsningen, som frembragte emmer, skete i vild tilstand, dvs. længe før dyrkningen blev indledt. [2]

- De hexaploide typer opstod, efter at dyrkningen var indledt. Både emmer og durumhvede blev krydset med yderligere en art af gedeøje, Aegilops tauschii, hvorved de hexaploide (6 x 7 = 42 kromosomer), Spelt (Triticum spelta) og Brød-Hvede (Triticum aestivum) opstod.

Heterosis eller krydsningsvitalitet findes hos de hexaploide hvedetyper, men det er vanskeligt at frembringe frø af dyrkede hybrider i en økonomisk fordelagtig mængde, da hvedens blomster er frugtbare og normalt selvbestøvende. Frø, der forhandles af hvedehybrider, er produceret ved hjælp af kemiske hjælpemidler, som regulerer plantens spiring og griber selektivt ind i dannelsen af pollen eller blokerer de systemer i cytoplasmaet, som skaber hanlig sterilitet. Hybridhvede har opnået begrænset anvendelse i Europa (særligt i Frankrig), i USA og i Sydafrika.

### Klassifikation
Grundlæggende klassificerer man Hvede i forhold til kimens tekstur, da dette karaktertræk hos frøet er forbundet med den måde, det lader sig knuse ved formalingen. Den kan være glasagtig eller melet, og det er på sin side forbundet med proteinndholdet, da melets egenskaber og dets anvendelse til forskellige formål også er forbundet med disse karaktertræk. På den måde kan man opregne de forskellige typer hvede:
- Triticum aestivum
- Triticum aethiopicum
- Triticum araraticum
- Triticum boeoticum
- Triticum carthlicum
- Triticum compactum
- Triticum dicoccoides
- Triticum dicoccum
- Triticum durum
- Triticum ispahanicum
- Triticum karamyschevii
- Triticum macha
- Triticum militinae
- Triticum monococcum
- Triticum polonicum
- Triticum repens
- Triticum spelta
- Triticum sphaerococcum
- Triticum timopheevii
- Triticum turanicum
- Triticum turgidum
- Triticum urartu
- Triticum vavilovii
- Triticum zhukovskyi.

Hvedetyperne enkorn, emmer og spelt er dækkede, dvs. at der dannes en avne, som forbliver fæstnet til frøet efter høst.
De hvedetyper, der er økonomisk vigtige, er durumhvede (som først og fremmest bruges til de forskellige pastatyper), el brød-hvede (som bruges til fremstilling af brød) og Triticum compactum (som man fremstiller kiks af).

### Hvede kan via bladene optage fosfor fra ørkenstøv
Hvede kan via bladene optage fosfor fra ørkenstøv. Når hvede mangler fosfor, får bladene flere hår. Disse hår øger sandsynligheden for at ørkenstøv sætter sig på bladene. Bladene udskiller en syreholdig væske, som opløser ørkenstøvet, så fosforet kan optages gennem bladene.

## Verdensproduktion
På verdensplan har forbedringen af dyrkningsteknikkerne og genmanipulation (f.eks. skabelsen af sorten 'Norin 10') givet os en betragtelig forøgelse af hvedeudbytterne fra under 500 kg/ha i 1900 til mere end 1.250 kg i 1990. Hvedeudbyttet i Sydamerika ligger stabilt på 1.000 kg/ha, i Afrika og Nærorienten på 500 kg/ha, mens Ægypten og Saudi Arabien opnår mellem 1.750 og 2.000 kg/ha. I Europa får man de højeste udbytter ved intensiv dyrkning. Gennemsnitsudbyttet er steget fra 1.500 kg/ha til 3.000 kg/ha i løbet af de seneste 30 år, sådan at man har opnået en gennemsnitlig stigning på 50 kg/ha hvert år.
Stigningen i udbytterne og udvidelsen af de dyrkede arealer har medført en stor produktionsforøgelse, som nåede 13.750 millioner tons i 1965 og 31.400 i 2005. Hvede er den vigtigste kornsort set fra et økonomisk synspunkt (45% af den samlede kornhandel i 1998).
Hvert år bliver der produceret 100 kg hvede pr. menneske på jorden, og næsten hele denne produktion bliver brugt som menneskeføde. Den samlede hvedeproduktion var fra 1996 til 2005:
| Verdensproduktionen af hvede (millioner af tons) | Verdensproduktionen af hvede (millioner af tons) | Verdensproduktionen af hvede (millioner af tons) | Verdensproduktionen af hvede (millioner af tons) | Verdensproduktionen af hvede (millioner af tons) | Verdensproduktionen af hvede (millioner af tons) | Verdensproduktionen af hvede (millioner af tons) | Verdensproduktionen af hvede (millioner af tons) | Verdensproduktionen af hvede (millioner af tons) | Verdensproduktionen af hvede (millioner af tons) |
| 1996                                             | 1997                                             | 1998                                             | 1999                                             | 2000                                             | 2001                                             | 2002                                             | 2003                                             | 2004                                             | 2005                                             |
| ------------------------------------------------ | ------------------------------------------------ | ------------------------------------------------ | ------------------------------------------------ | ------------------------------------------------ | ------------------------------------------------ | ------------------------------------------------ | ------------------------------------------------ | ------------------------------------------------ | ------------------------------------------------ |
| 585,4                                            | 613,4                                            | 593,5                                            | 587,7                                            | 586,1                                            | 590,0                                            | 574,4                                            | 561,1                                            | 629,9                                            | 628,1                                            |

### De vigtigste produktionslande
De dyrkede hvedetyper kan vokse under mange forskellige breddegrader, klima- og jordbundsforhold, selv om de udvikles bedst under tempererede himmelstrøg. Derfor er det muligt at skaffe hvedehøst på alle kontinenter (bortset fra Antarktis).
De vigtigste produktionslande for hvede var i 2005:
| Land       | Produktion (millioner af tons) |
| ---------- | ------------------------------ |
| Kina       | 96,3                           |
| Indien     | 72,0                           |
| USA        | 57,1                           |
| Rusland    | 47,7                           |
| Frankrig   | 36,9                           |
| Canada     | 25,5                           |
| Australien | 24,1                           |
| Tyskland   | 23,6                           |
| Pakistan   | 21,6                           |
| Tyrkiet    | 21,0                           |
| Argentina  | 13,5                           |

## Verdenshandel
Efter faldet i verdensmarkedsprisen på hvede i 2001 havde prisen en tendens til at stabilisere sig i løbet af de følgende år. Siden 2007 har prisen dog været stigende på grund af øget efterspørgsel, sådan at den er øget fra 141 € til 238 € i tiden fra juni 2007 til oktober 2008
I 2002 nåede eksporten af hvede op på 121,3 millioner tons fra de vigtigste eksportlande: USA (20%), Australien (12,1%), Frankrig (11,3%) og Canada (10,1%), fulgt af Argentina, Rusland og Ukraine.
I 2002 importerede 32 lande mere end 1 million tons. De vigtigste hvedeimporterende lande var Italien (6,5%), Brasilien (5,5%), Spanien (5,3%), Algeriet (5%) og Japan (4,9%), fulgt af Ægypten, Indonesien, Iran, Sydkorea, Nederlandene, Belgien, Marokko m.fl.

## Hvedesygdomme
Hvedearterne er udsatte for flere sygdomme end de andre kornsorter, og i fugtige egne er tabene endda større på grund af sygdomme hos andre græsser, som smitter hvede.
Hvede kan i første omgang lide af sygdomme, som skyldes bakterier, svampe eller vira, men den bliver desuden angrebet af en lang række skadegørende dyr. Hvede lider under angreb fra insekter både i rødder, top og korn. Desuden findes der plager, som angriber bladene eller stænglen, og som til sidst berøver kornet den nødvendige næring.

### Skadedyr
- Pattedyr, fugle og insekter (snudebiller, møl, græshopper osv.; se Skadedyr på hvede)

### Sygdomme
- Mikrober (bakterier og svampe; se Hvedesygdomme)

I 2010 rapporteredes det at en ny type aggressiv udgave af gulrust bredte sig.

### Klimaskader og dyrkningsfejl
- Oversvømmelse, kulde, tørke m.m.
- Fejl ved jordbehandling, udsåning, gødskning og høst m.m.